# CORALIE
Pour les articles homonymes, voir Coralie.
CORALIE est un spectrographe échelle installé en avril 1998 sur le télescope suisse d'1,2 mètre Leonhard-Euler  à l'observatoire de La Silla au Chili, et destiné principalement à la recherche d'exoplanètes par la méthode des vitesses radiales.

## Nom
Le spectrographe a été nommé en l'honneur de la fille, Coralie, d'un ingénieur de l'Observatoire de Haute-Provence ayant travaillé sur le projet.

## Projet
CORALIE est un projet commun entre l'Observatoire de Genève (Suisse) et l'Observatoire de Haute-Provence (France). C'est une version améliorée du spectrographe ELODIE, qui bénéficie d'une meilleure résolution spectrale que ce dernier, R = 50 000 (dans sa version initiale, avant les mises à niveau). Il est utilisé par l'Observatoire de Genève pour la détection d'exoplanètes. Le spectrographe a été installé en avril 1998 sur le télescope Leonhard-Euler, à l'Observatoire de La Silla (Chili).
CORALIE est utilisé pour mesurer des vitesses radiales avec une précision d'environ 3 mètres par seconde dans le but de découvrir des exoplanètes dans l'hémisphère sud (en).

## Caractéristiques

### CORALIE-07
CORALIE a été mis à niveau en 2007.

### CORALIE-14
L'instrument a de nouveau été mis à niveau en 2014.